# Literal Video Version
Een Literal Video Version (Letterlijke Video Versie) is een cover van een officiële  muziekvideoclip waarbij de songtekst vervangen is door op het originele ritme passende teksten, die de beelden van de video omschrijven.
Een voorbeeld is deze video van de Red Hot Chili Peppers - Under the Bridge